# Given Chochi
Given Sikhosana Chochi (ur. 22 czerwca 1996) – południowoafrykański zapaśnik walczący w stylu klasycznym. Brązowy medalista mistrzostw Afryki w 2018; czwarty w 2023 i 2024. Trzeci na mistrzostwach Wspólnoty Narodów w 2017. Wicemistrz Afryki juniorów w 2015 roku.